# Tjeburasjka (film fra 1971)
Tjeburasjka (russisk: Чебурашка) er en sovjetisk animationsfilm fra 1971 af Roman Katjanov.
Filmen er den anden i en serie af sovjetiske film baseret på karaktererne i Eduard Uspenskijs børnebog "Krokodillen Gena og hans venner" fra 1960'erne. Serien blev indledt med Krokodil Gena (1969) og efter Tjeburasjka udkom Sjapokljak (1974) og Tjeburasjka idjot v sjkolu (Tjeburasjka går i skole, 1983). En russisk genindspilning fra 2013, Tjeburasjka opnåede stor succes og blev den mest indtjenende film i Rusland nogensinde. 

## Medvirkende
- Klara Rumjanova som Tjeburasjka
- Vasilij Livanov som Gena
- Vladimir Ferapontov
- Tamara Dmitrieva